# Neobaathismo

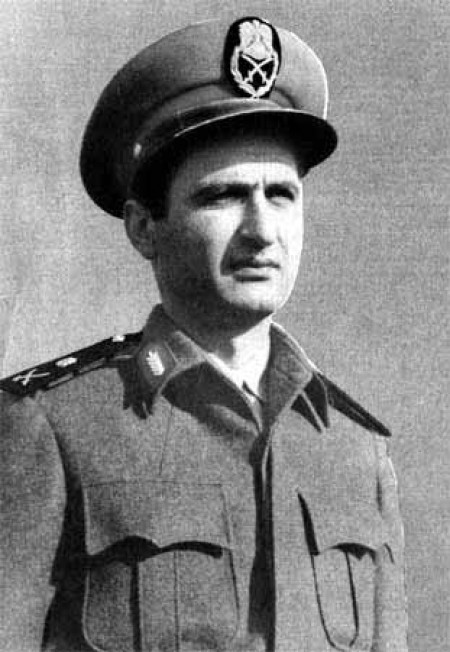
O general sírio Salah Jadid, responsável pelo Golpe de 1966, que levou os neobaathistas ao poder.

O neobaathismo é uma variante do baathismo que se tornou a ideologia de estado da Síria Baathista, após o sexto congresso nacional do Partido Socialista Árabe Baath, em setembro de 1963. Como resultado do golpe de estado sírio de 1966, lançado pelo Comitê Militar Neobaathista liderado por Salah Jadid e Hafez al-Assad, a Filial Regional Síria do Partido Baath foi transformada em uma organização militarista que se tornou completamente independente do Comando Nacional do Partido Baath original.

A bandeira da República Árabe Unida, que foi readotada pela Síria Baathista, usada de 1980 a 2024, é comumente usada para representar o Neobaathismo. Esta bandeira é usada como símbolo pelos partidários do regime deposto.

O neobaathismo foi descrito como uma divergência do baathismo propriamente dito que foi além de sua base ideológica pan-arabista ao enfatizar o precedente militar e expurgar a liderança baathista clássica da velha guarda, incluindo Michel Aflaq e Salah al-Din al-Bitar.   O regime neobaathista na Síria foi inicialmente caracterizado como de extrema-esquerda;  adotou ideologias radicais de esquerda, como o socialismo revolucionário  e uma versão do marxismo, abandonou o pan-arabismo, procurou fortalecer os laços com a União Soviética e entrou em conflito com nacionalistas árabes, como os nasseristas e os baathistas iraquianos, particularmente os saddamistas, com quem mantinham uma rivalidade acirrada.  Desde a tomada do poder na República Árabe Síria, como resultado do golpe de Estado sírio de 1963, os oficiais neobaathistas expurgaram as elites civis tradicionais para estabelecer uma ditadura militar que operava segundo linhas totalitárias. 
O neobaathismo está principalmente associado ao assadismo, baseado nas políticas dos sucessivos governos de Hafez al-Assad e seu filho Bashar al-Assad. Este sistema foi largamente caracterizado pelo nepotismo e pelo sectarismo, com a tomada do poder por Hafez al-Assad no golpe de Estado sírio de 1970, levando à consolidação do domínio da minoria alauita nas forças militares e de segurança.  A propaganda estatal retratou o Assadismo como uma corrente neo-baathista que desenvolveu a ideologia baathista com as necessidades da era moderna.  O neobaathismo foi criticado pelo fundador da ideologia baathista, Michel Aflaq, por divergir dos princípios originais do baathismo. 
Uma série de ofensivas revolucionárias lançadas pelo Comando de Operações Militares e milícias aliadas no final de 2024 levou ao colapso do regime de Assad em dezembro de 2024. Desde então, os remanescentes do aparelho militar baathista e os leais à Família al-Assad envolveram-se em confrontos violentos em redutos alauitas em Latakia, Tartus e partes da Síria Ocidental.  

## Ideologia
As resoluções e declarações pró-marxistas, como a defesa da "luta de classes" e do "socialismo científico", adotadas pelo partido Baath durante seu 6º congresso nacional, estabeleceram a base ideológica do neobaathismo. Entre 1963 e 1966, os neobaathistas exerceram o poder político de fato na Síria baathista e conseguiram orientar seus objetivos ideológicos por meio da constituição provisória baathista de 1963 e sua emenda de 1964. Eles também realizaram expurgos dentro das Forças Armadas Árabes Sírias, como parte de seus esforços para subordinar a velha guarda civil do Comando Nacional do Partido Baath e criar um "exército ideológico" que fosse leal aos oficiais neobaathistas. Na política externa, os neobaathistas favoreciam o Bloco Socialista e eram defensores do estabelecimento de uma aliança estreita com a União Soviética. O conceito militar maoísta de "guerra popular de libertação" desempenhou um papel central na ideologia neobaathista, e isso se refletiu no apoio da Síria baathista aos grupos fedayin palestinos socialistas e de esquerda em sua guerra de guerrilha contra os israelenses. Na esfera económica, os neobaathistas apoiaram o estabelecimento de um sistema econômico de comando socialista; e defenderam a nacionalização das indústrias privadas e políticas radicais de confisco de terras. 
O neobaathismo defendia a criação de uma "vanguarda" de revolucionários de esquerda comprometidos em construir um estado igualitário e socialista na Síria e em outros países árabes antes de tomar medidas para alcançar a unidade pan-árabe. A organização de vanguarda na ideologia neobaathista era o partido socialista árabe Baath, que defendia a luta de classes contra as classes tradicionais da elite econômica síria: os grandes agricultores, industriais, burgueses e proprietários feudais. Na década de 1970, 85% das terras agrícolas foram distribuídas para populações camponesas sem terra e agricultores arrendatários. Bancos, empresas petrolíferas, produção de energia e 90% das indústrias de grande porte foram nacionalizadas. A facção neobaathista liderada por Salah Jadid concentrou-se em organizar a economia síria segundo linhas socialistas e exportar as doutrinas do conflito de classes e da revolução socialista militante para os países vizinhos. Essa visão foi contestada pelo general Hafez al-Assad e sua facção neobaath, que eram defensores de uma abordagem centrada no exército e focavam em uma estratégia de fortalecimento do exército sírio para defender o governo socialista contra as forças imperialistas e seus supostos colaboradores internos. Assad favoreceu a reconciliação de várias facções de esquerda e buscou melhores relações com outros estados árabes. Embora a maioria dos membros do partido apoiasse Salah, Hafez conseguiu ganhar vantagem após os eventos do golpe de 1970, apelidado de "Movimento Corretivo" na história oficial do Baath sírio. A vitória de Assad também marcou a substituição dos militares pelas estruturas do partido Baath; tornando as forças armadas um centro central de poder político.    
O 6º Congresso Nacional do Partido Baath declarou que o objetivo ideológico final do partido era a transformação socialista da sociedade por meio de uma estratégia leninista. Algumas Proposições Teóricas, um documento ideológico central adotado pelo congresso, declarava: "O socialismo é o verdadeiro objetivo da unidade árabe.... A unidade árabe é a base obrigatória para a construção de uma sociedade socialista." Assim, os neobaathistas viam o pan-arabismo como um meio para atingir seus objetivos socialistas radicais. 

### Posição sobre religião
O neobaathismo vê a religião como o "principal símbolo da reação", impedindo o nascimento de uma sociedade socialista moderna, e defende a supervisão estatal rigorosa sobre as atividades religiosas para sustentar o que seus ideólogos consideram uma sociedade saudável e secularista. Durante o reinado de Salah Jadid no poder, o Baath se posicionou como uma entidade política fortemente antirreligiosa; aderindo à abordagem marxista-leninista de regimentação da sociedade de cima para baixo por meio da liquidação do que considerava classes "reacionárias", como os ulemás tradicionais. O status oficial do Grão-Mufti foi rebaixado pelo governo Baath e o papel convencional do clero religioso no funcionamento do Estado foi restringido. Enquanto ministros de Estado, funcionários, educadores, etc. pregavam regularmente sobre os "perigos da religião"; periódicos e revistas do partido durante a década de 1960 faziam regularmente previsões sobre o "fim iminente" da religião através da revolução socialista. 
Durante o governo de Salah Jadid, os ideólogos neobaathistas denunciaram abertamente a religião como uma fonte do que consideravam ser o atraso dos árabes.  Após a repulsa popular às políticas antirreligiosas flagrantes de Jadid, Hafez al-Assad começou a suavizar o programa de secularização durante a década de 1970, cooptando alguns clérigos pró-governo como Ramadan al-Bouti para combater a oposição islâmica e concedendo-lhes um certo grau de autonomia em relação ao regime. Simultaneamente, o regime iniciou a “nacionalização” do discurso religioso através de uma rede clerical leal, e condenou qualquer pessoa que se desviasse da “versão Ba'thista do Islão” promovida pelo Estado como uma ameaça à sociedade.  O discurso religioso patrocinado pelo Estado durante o governo de Hafez al-Assad promoveu uma visão de mundo nacionalista de esquerda que procurava anatematizar os islamitas e reforçar a lealdade ao presidente alauita. 

### Criticismo
Salah al-Din al-Bitar, um membro da liderança clássica do Baath, declarou que o golpe de estado sírio de 1966 "marcou o fim da política Baath na Síria". O fundador do partido Ba'ath, Michel Aflaq, partilhou o sentimento ao declarar: "Já não reconheço o meu partido!" 
Segundo Jamal al-Atassi, cofundador do Partido Baath Árabe, afirmou que "o Assadismo é um falso nacionalismo. É a dominação de uma minoria, e não estou falando apenas dos alauitas, que controlam o sistema nervoso da sociedade. Incluo também o exército e o mukhabarat. [...] E apesar de seus slogans socialistas, o estado é dirigido por uma classe que fez fortuna sem contribuir — uma nouvelle bourgeoisie parasitaire." 
O presidente da República Árabe Unida, Gamal Abdel Nasser, acusou os neobaathistas da Síria de antirreligião e sectarismo. 

## História

### Domínio neobaathista do Partido Baath Sírio: 1963–1966

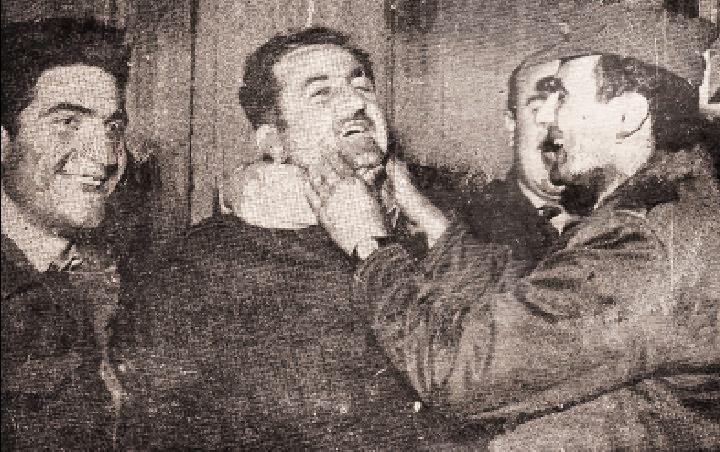
Os membros do Comitê Militar Salim Hatum (à esquerda), Muhammad Umran (ao centro) e Salah Jadid (à direita) comemorando após o golpe de estado de 1963

Após a tomada do poder em 1963 pelo comité militar neo-baathista, a secção regional síria do partido Baath sofreu um grave facciosismo e fragmentação, o que levou a uma sucessão de governos e novas constituições.  Um dos resultados mais importantes do golpe e dos expurgos subsequentes foi o domínio dos comandantes alauitas no corpo de oficiais neobaathistas, que assumiram o controlo das forças militares sírias baathistas.  Os radicais neobaathistas, que dominavam as estruturas regionais sírias do Partido Baath, iniciaram uma luta pelo poder contra a velha guarda do partido, culminando no golpe neobaathista de 1966.  
Os oficiais militares neobaathistas, por meio de sua crescente influência política e militar, começaram a promover expurgos nas estruturas burocráticas do estado sírio e rapidamente monopolizaram o controle de vários órgãos do partido Baath sírio. Os militares baathistas também assumiram o controle do Conselho Nacional para o Comando Revolucionário (NCRC), que exerceu o poder de fato no novo regime baathista na Síria. A ala civil do partido Baath, composta por baathistas clássicos liderados por Aflaq e Bitar, teve pouca influência sobre a direção ideológica do braço regional sírio. Durante o sexto congresso nacional do partido Ba'ath, oficiais do comitê militar ba'athista, em colaboração com esquerdistas radicais, ganharam formalmente o controle ideológico e político da filial regional síria do partido Ba'ath. O programa ideológico e a plataforma política adotados pelo partido Baath sírio durante o 6º Congresso Nacional do partido Baath em setembro de 1963 se tornaram a doutrina oficial do neo-Baath e a ideologia estatal da Síria Baath. Posteriormente, o regime Baath começou a implementar as suas políticas sociais, económicas e políticas em toda a Síria, o que impôs a agenda neo-Baathista.   
A tendência neobaathista de extrema-esquerda ganhou o controlo da secção regional síria no 6.º Congresso Nacional do partido Baath, em 1963, onde os radicais dos partidos regionais dominantes sírios e iraquianos uniram forças para impor uma linha radical de esquerda, que defendia a imposição do "planeamento socialista",  "fazendas colectivas geridas por camponeses", "controlo democrático dos meios de produção pelos trabalhadores", um partido baseado em trabalhadores e camponeses, e outras exigências que reflectiam a emulação do socialismo de estilo soviético.  Num ataque codificado a Michel Aflaq, o congresso também condenou a “notabilidade ideológica”, criticando a sua origem de classe média, dentro do partido.  Aflaq, irritado com esta transformação do seu partido, manteve um papel de liderança nominal, mas o Comando Nacional como um todo ficou sob o controlo dos radicais. 
Em consonância com a sua natureza vanguardista clandestina, os neo-baathistas ignoraram os esforços para obter apoio popular e avançaram para consolidar o seu controlo sobre o aparelho militar baathista sírio.  Centenas de oficiais militares sírios foram expurgados e recrutas neobaathistas foram instalados em posições de topo nas Forças Armadas Árabes Sírias.  A maioria dos oficiais Baathistas recentemente recrutados vinham do campo ou de uma classe social baixa.  O corpo de oficiais neobaathistas tinha uma origem predominantemente rural e muitos recrutas baathistas eram "parentes dos principais oficiais da minoria".  O movimento neobaathista tinha um caráter minoritário e era dominado por recrutas rurais alauitas, drusos e ismaelitas do interior. Os seus opositores eram principalmente muçulmanos sunitas e não sunitas de origens urbanas. 
Depois de expulsar os aflaquistas durante o 6º Congresso Nacional do Partido Baath, o Comité Militar e os seus apoiantes incorporaram uma nova forma radicalizada de baathismo – um baathismo fortemente influenciado pelo marxismo-leninismo – como a ideologia oficial do ramo regional sírio do partido Baath.  Esta nova forma de Baathismo colocou ênfase na “revolução num só país” em vez do objectivo clássico Baathista de uma união pan-árabe.  Ao mesmo tempo, o 6º Congresso Nacional implementou uma resolução que sublinhou a implementação de uma revolução socialista na Síria.  Sob esta forma de socialismo, os neobaathistas previram o estabelecimento de um sistema econômico de comando ao estilo soviético, a nacionalização dos bancos, do comércio externo, das grandes e médias indústrias, etc., bem como a substituição da empresa privada pelo planeamento e investimento estatais.  Eles acreditavam que essas políticas acabariam com a exploração do trabalho, que o capitalismo desapareceria e, na agricultura, eles imaginaram um plano em que a terra seria dada "àquele que a trabalha".  Estas mudanças e outras transformaram o Partido Baath Sírio numa organização leninista. 
A ala esquerda do partido Baath sírio argumentou que a burguesia nunca poderia ser conquistada a menos que lhe fosse dado o controlo total sobre a economia.  Foi esta luta pelo poder entre os Aflaqitas que dominavam o Comando Nacional do Partido Baath e os radicais que dominavam o Comando Regional Sírio do Partido Baath que levou ao golpe de Estado neobaathista em 1966.  Entre 1963 e 1966, os radicais neobaathistas, que controlavam o aparelho militar baathista sírio, acumularam gradualmente poder e influência dentro da ala regional síria do partido Baath. 
De acordo com Munif al-Razzaz, o último secretário-geral do Comando Nacional do Partido Baath original, a partir de 1961, existiram dois partidos Baath – "o Partido Baath Militar e o Partido Baath, e o poder real estava com o primeiro."  Ele também argumentou que o Baath militar era "pouco mais do que uma camarilha militar com apoiadores civis; e que desde a fundação inicial do Comitê Militar por oficiais sírios descontentes exilados no Cairo em 1959, a cadeia de eventos e a corrupção total do Baathismo prosseguiram com uma lógica intolerável." 

### Golpe neobaathista de 1966 e cisma do Partido Baath
O golpe de estado neobaathista de 1966 marcou a transformação estrutural completa do braço regional sírio do partido Baath numa organização militarista neobaathista que se tornou independente do Comando Nacional do Partido Baath original.  Após a sua tomada violenta do poder, que resultou na morte de aproximadamente 400 pessoas,  o comité militar neo-baathista expurgou os antigos líderes baathistas, como Michel Aflaq e Salah al-Din Bitar.  Este golpe levou a um cisma permanente entre os ramos regionais sírio e iraquiano do Partido Baath, e muitos líderes baathistas sírios desertaram para o Iraque. 
A expulsão de Aflaq, Bitar e do Comando Nacional tornou-se o cisma mais profundo na história do movimento Baath.  O golpe de 1966 trouxe ao poder uma nova geração de líderes radicais de esquerda que tinham objectivos ideológicos diferentes dos dos seus antecessores.  Embora Aflaq e Bitar ainda tivessem apoiantes na Síria e em filiais regionais não sírias, foram prejudicados pela falta de meios financeiros – a filial regional síria neobaathista do partido Baath financiou-os desde 1963.  Jadid e seus apoiadores agora tinham o estado sírio baathista sob seu controle político formal. Embora os neo-baathistas fossem teoricamente capazes de estabelecer novas organizações partidárias ou coagir a opinião pró-Aflaq, isso não funcionou, uma vez que a maioria dos ramos regionais do partido Baath mudaram a sua lealdade para Bagdade.  Mais tarde, em 1966, foi realizado o primeiro Congresso Nacional pós-Aflaqita, oficialmente designado como 9º, e um novo Comando Nacional foi eleito.  Após o golpe neobaathista de 1966, o Comando Nacional tornou-se subserviente em tudo, excepto no nome, ao Comando Regional Sírio, e deixou de ter um papel eficaz na política árabe ou síria. 
Após o exílio do Comando Nacional, alguns dos seus membros, incluindo Hafiz, convocaram o 9.º Congresso Nacional Baath (para o diferenciar do "9.º Congresso Nacional" sírio) e elegeram um novo Comando Nacional, com Aflaq, que não compareceu ao congresso, como Secretário-Geral do Comando Nacional.  Para aqueles como Bitar e Razzaz, o exílio da Síria foi muito duro e eles abandonaram o partido.  Michel Aflaq mudou-se para o Brasil, onde permaneceu até 1968. 
Quando o Comando Nacional do Partido Ba'ath foi derrubado em 1966, a Secção Regional Iraquiana do Partido Ba'ath continuou a apoiar o que considerava ser a "liderança legítima" de Michel Aflaq.  Quando o partido Ba'ath iraquiano chegou ao poder em 1968, na Revolução de 17 de Julho, não houve nenhuma tentativa de fusão para atingir o seu suposto objectivo de unidade árabe ou reconciliação com o Ba'ath sírio.  Após o estabelecimento do governo Baath no Iraque, muitos membros do movimento Baath, dominado pela Síria, desertaram para o seu homólogo iraquiano, e poucos ou nenhuns Baathistas leais ao Iraque tentaram mudar a sua lealdade a Damasco.  A razão para isso foi que aqueles que desertaram de Damasco eram leais ao antigo Comando Nacional Aflaquita.  Vários membros mais velhos, como Bitar, Hafiz, Shibli al-Aysami e Elias Farah, visitaram o Iraque ou enviaram uma mensagem de felicitações a Ahmed Hassan al-Bakr, o Secretário Regional do Comando Regional Iraquiano.  Aflaq não visitou o Iraque até 1969, mas a partir do final de 1970, ele se tornaria um importante oficial do Baath iraquiano,  embora nunca tenha adquirido qualquer poder de decisão. 
Desde o início, o regime neo-baathista em Damasco lançou uma campanha de propaganda baathista esmagadoramente anti-iraquiana, à qual os seus homólogos em Bagdade responderam.  O Partido Baath Sírio denunciou Aflaq como um "ladrão" e afirmou que ele havia roubado a ideologia Baathista de Zaki al-Arsuzi e a proclamado como sua,  com Assad saudando Arsuzi como o principal fundador do pensamento Baathista.  A Secção Regional Iraquiana, contudo, ainda proclamou Aflaq como o fundador do Baathismo.  Assad referiu-se a Arsuzi como o "maior sírio da sua época" e afirmou que ele foi o "primeiro a conceber o Baath como um movimento político".  Bitar foi condenado à morte "à revelia" em 1969,   e Aflaq foi condenado à morte à revelia em 1971 pelo regime de Assad.  A Secção Regional Síria também ergueu uma estátua de Arsuzi pouco depois do golpe de 1966.  No entanto, a maioria dos baathistas fora da Síria continuou a ver Aflaq, e não Arsuzi, como o principal fundador do baathismo. 
Quando o partido Baath iraquiano tomou o poder em 1968, o partido Baath sírio respondeu não mencionando no seu comunicado de imprensa que uma organização Baathista tinha tomado o poder no Iraque.  Por exemplo, mencionou que Bakr se tornou presidente do Iraque, mas não mencionou a sua filiação partidária e, em vez disso, referiu-se ao incidente como um golpe militar.  Enquanto o Baath sírio negou dar qualquer legitimidade ao Baath iraquiano, os Baathistas iraquianos foram mais conciliadores.  A propaganda anti-iraquiana Baath atingiu novos patamares na Síria Baathista ao mesmo tempo que Assad fortalecia a sua posição dentro do partido e do Estado. 

### Conflito Assadista-Jadidista: 1966–1970
Após a Guerra dos Seis Dias de 1967, as tensões entre Salah Jadid e Hafez al-Assad aumentaram, e al-Assad e seus associados foram fortalecidos por seu domínio sobre os militares. No final de 1968,  os Assadistas começaram a desmantelar a rede de apoio a Jadid, enfrentando uma resistência ineficaz do ramo civil do partido que permaneceu sob o controlo de Jadid. 

### Governo assadista: 1970–2024

#### Golpe de Estado Assadista de 1970
A dupla polarização do poder na Síria Baathista entre Hafez al-Assad e Salah Jadid persistiu até ao golpe Assadista de Novembro de 1970, quando al-Assad derrubou e prendeu Atassi e Jadid.  Ele então lançou um projeto de rápida construção institucional, reabriu o parlamento e adotou uma constituição permanente para o país, que tinha sido governado por decreto militar e por documentos constitucionais provisórios desde 1963. 

#### Guerra do Yom Kippur
O reinado de Hafez al-Assad foi marcado pelo abandono virtual da ideologia pan-árabe, substituindo-a pela doutrina da transformação socialista e dando prioridade absoluta à construção da sociedade socialista na Síria.  A participação política foi limitada à Frente Nacional Progressista, a coalizão governante dos partidos Baath sírio e Marxista-Leninista, entrincheirando-se firmemente dentro do Bloco Soviético. O Partido também começou a construir um culto à personalidade em torno de Assad e colocou a elite das forças armadas sob o domínio de Assad e o corpo de oficiais foi instalado com leais alauitas, alienando ainda mais a maioria sunita do partido.  Quando Hafez al-Assad chegou ao poder em 1971, o exército começou a se modernizar e mudar. Nos primeiros 10 anos do governo de Assad, o exército aumentou em 162% e em 264% até 2000. Em determinado momento, 70% do PIB do país foi destinado apenas ao exército. Em 6 de outubro de 1973, a Síria e o Egito iniciaram a Guerra do Yom Kippur contra Israel. As Forças de Defesa de Israel reverteram os ganhos iniciais da Síria e avançaram mais profundamente em território sírio. A aldeia de Quneitra foi amplamente destruída pelo exército israelita. 

#### Revolta islâmica na Síria

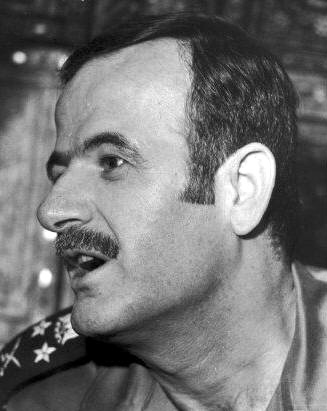
Foto do general militar sírio Hafez al-Assad durante o golpe de 1970

No final da década de 1970, o aparato estatal do regime neobaathista de Assad havia se consolidado em uma orientação antisunita. A propaganda oficial incitou os agricultores alauitas contra os ricos proprietários de terras sunitas e disseminou regularmente estereótipos de comerciantes e industriais sunitas, apresentando-os como inimigos da nacionalização e da revolução socialista. A amargura em relação ao regime assadista e à elite alauíta no neobaath e nas forças armadas se espalhou entre a maioria sunita, marcando o início de uma resistência islâmica. Líderes proeminentes da Irmandade Muçulmana, como Issam al-Attar, foram presos e exilados. Uma coalizão de ulemás sunitas sírios tradicionais, revolucionários da Irmandade Muçulmana e ativistas islâmicos formou a Frente Islâmica Síria em 1980 com o objetivo de derrubar Assad por meio da Jihad e estabelecer um estado islâmico. No mesmo ano, Hafez apoiou oficialmente o Irã em sua guerra com o Iraque e, de forma controversa, começou a importar combatentes iranianos e grupos terroristas para o Líbano e a Síria. Isso levou ao aumento das tensões sociais dentro do país, que acabaram se tornando uma rebelião islâmica em 1982, liderada pela Frente Islâmica. O regime respondeu massacrando os habitantes sunitas em Hama e Aleppo e bombardeando inúmeras mesquitas, matando cerca de 20.000 a 40.000 civis. A revolta foi brutalmente reprimida e Assad considerou os Irmãos Muçulmanos como demolidos. 

#### Aliança com a União Soviética
A Síria, sob o comando de Hafez al-Assad, era uma fiel aliada soviética e se alinhou firmemente ao Bloco Soviético durante o auge da Guerra Fria. A União Soviética via a Síria como o eixo central de sua estratégia no Oriente Médio e assinou o Tratado de Amizade e Cooperação em 1980, comprometendo-se diretamente com a defesa da Síria e incorporando as forças armadas sírias aos padrões soviéticos. Por sua vez, Hafez comprometeu-se com políticas econômicas e externas socialistas; e foi um dos poucos autocratas a apoiar abertamente a invasão soviética do Afeganistão. O fim da Guerra Fria e o colapso da União Soviética foram um golpe profundo para Assad, que manteve a nostalgia da antiga ordem socialista liderada pelos soviéticos.   Assad continuou a governar a Síria até à sua morte em 2000, centralizando poderes na presidência do Estado. 

#### Ocupação síria do Líbano
A Síria foi convidada ao Líbano por seu presidente, Suleiman Frangieh, em 1976, para intervir ao lado do governo libanês contra os guerrilheiros da Organização para a Libertação da Palestina e as forças maronitas libanesas em meio à Guerra Civil Libanesa. A Força de Dissuasão Árabe consistia originalmente num núcleo sírio, com até 25.000 soldados, com a participação de alguns outros estados da Liga Árabe, totalizando apenas cerca de 5.000 soldados.    No final de 1978, após a Liga Árabe ter alargado o mandato da Força Árabe de Dissuasão, os sudaneses, os sauditas e os Emirados Árabes Unidos anunciaram intenções de retirar as tropas do Líbano, prolongando a sua estadia até aos primeiros meses de 1979, a pedido do governo libanês.  As tropas líbias foram essencialmente abandonadas e tiveram de encontrar o seu próprio caminho para casa, e a ADF tornou-se assim uma força puramente síria, embora incluísse o Exército de Libertação da Palestina.  Um ano após Israel ter invadido e ocupado o sul do Líbano durante a Guerra do Líbano de 1982, o governo libanês não conseguiu estender o mandato das ADF, terminando assim efetivamente a sua existência, embora não a presença militar síria ou israelita no Líbano.  Eventualmente, a presença síria ficou conhecida como ocupação síria do Líbano.
As forças sírias permaneceram no Líbano durante toda a guerra civil no país, eventualmente colocando a maior parte do país sob controle sírio como parte de uma disputa de poder com Israel, que havia ocupado áreas do sul do Líbano em 1978. Em 1985, Israel começou a retirar-se do Líbano, como resultado da oposição interna em Israel e da pressão internacional.  Após essa retirada, a Guerra dos Campos eclodiu, com a Síria lutando contra seus antigos aliados palestinos. A ocupação síria do Líbano continuou até 2005. 

#### Esforços diplomáticos
Em uma grande mudança nas relações com outros estados árabes e com o mundo ocidental, a Síria participou da Guerra do Golfo liderada pelos Estados Unidos contra Saddam Hussein. O país participou da Conferência multilateral de Madri de 1991 e, durante a década de 1990, se envolveu em negociações com Israel, Palestina e Jordânia. Estas negociações falharam e não houve mais conversações directas entre a Síria e Israel desde o encontro do Presidente Hafiz al-Assad com o então Presidente Bill Clinton em Genebra, em 2000. 

### Presidência de Bashar al-Assad
Hafez al-Assad morreu em 10 de junho de 2000. Seu filho, Bashar al-Assad, foi eleito presidente em uma eleição na qual concorreu sem oposição.  A sua eleição viu o nascimento da Primavera de Damasco e de esperanças de reforma, mas no Outono de 2001, as autoridades reprimiram o movimento, aprisionando alguns dos seus principais intelectuais.  Em vez disso, as reformas limitaram-se a algumas reformas de mercado.    Em março de 2004, curdos sírios e árabes entraram em confronto na cidade de al-Qamishli, no nordeste do país. Sinais de tumulto foram vistos nas cidades de Qamishli e Hasakeh.  Em 2005, a Síria pôs fim à sua presença militar no Líbano.  O assassinato de Rafik Hariri em 2005 levou à condenação internacional e desencadeou uma Intifada popular no Líbano, conhecida como "a Revolução do Cedro", que forçou o regime de Assad a retirar os seus 20.000 soldados sírios do Líbano e a pôr fim à sua ocupação militar de 29 anos no Líbano.  

#### Guerra Civil Síria

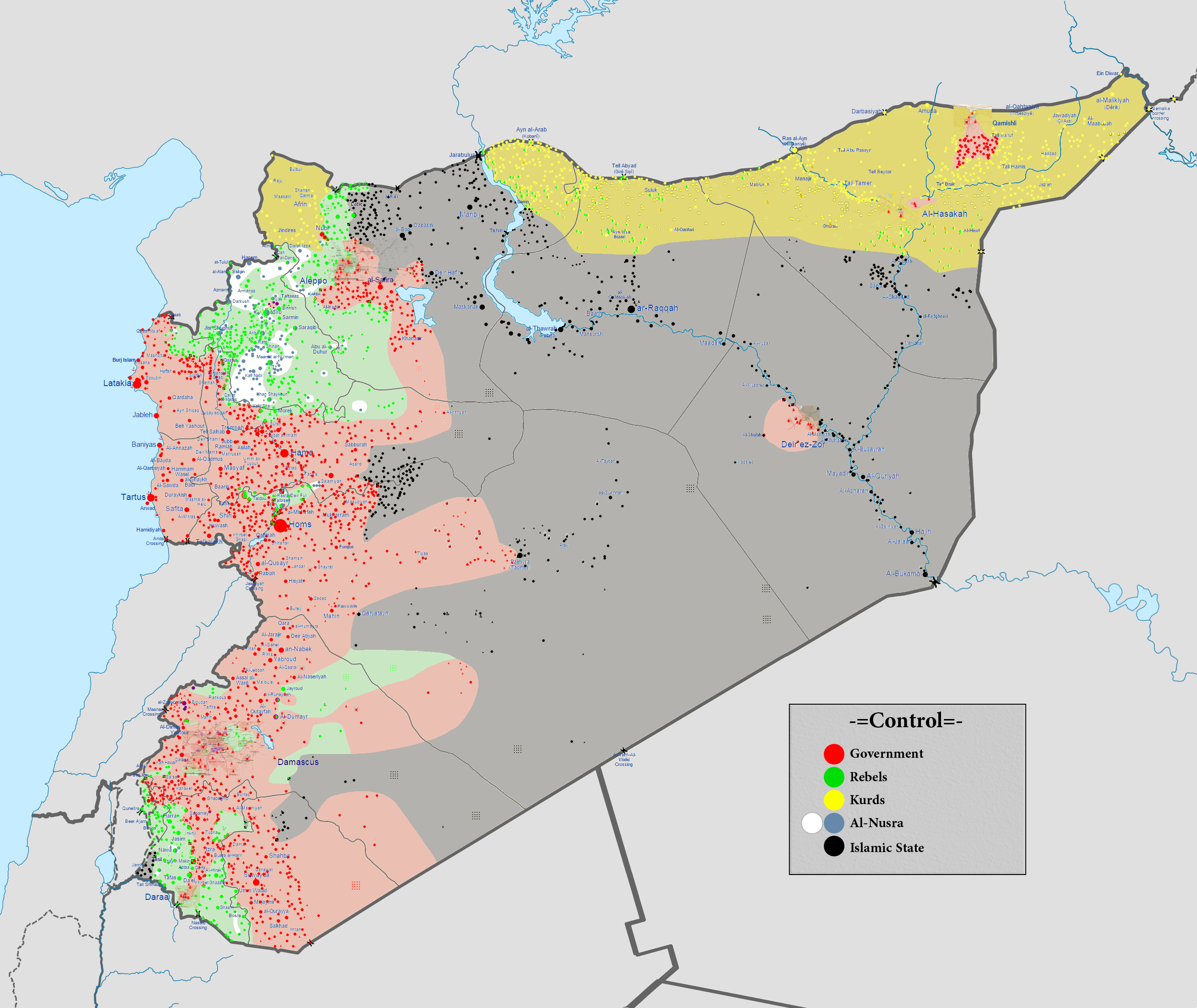
Situação militar em dezembro de 2015. O território controlado pelo Estado Islâmico está em cinza.

A Guerra Civil Síria começou em 2011 como parte da Primavera Árabe, uma onda de revolta em todo o mundo árabe. Manifestações públicas em toda a Síria começaram em 26 de janeiro de 2011 e se transformaram em uma revolta nacional. Os manifestantes exigiram a renúncia do presidente Bashar al-Assad, a derrubada de seu governo e o fim de quase cinco décadas de governo do Partido Baath. A partir da primavera de 2011, o governo sírio destacou o Exército Sírio para reprimir a revolta, e várias cidades foram sitiadas,   embora a agitação continuasse. Segundo algumas testemunhas, os soldados que se recusaram a abrir fogo contra civis foram sumariamente executados pelo Exército Sírio. 

#### Colapso do governo e insurgência

Situação militar após o início das ofensivas da oposição no final de 2024.

Em 27 de novembro de 2024, a violência explodiu mais uma vez. Facções rebeldes, lideradas pelo grupo islâmico Hayat Tahrir al-Sham (HTS) e o Exército Nacional Sírio (SNA) apoiado pela Turquia, tomaram o controle de Alepo, provocando uma campanha de ataques aéreos de retaliação pelo presidente sírio Bashar al-Assad, apoiado pela Rússia. A ofensiva rebelde, que começou em 27 de novembro de 2024, continuou seu avanço para a província de Hama após a captura de Alepo.  O governo de Bashar al-Assad foi derrubado em 8 de dezembro de 2024 após a captura de Damasco pela oposição síria. O partido Baath suspendeu suas atividades na Síria depois que forças rebeldes lideradas por islâmicos derrubaram o governo de Assad.
No final de Dezembro de 2024, uma insurgência de partidários do regime deposto de Assad começou na Síria Ocidental contra o governo de transição sírio.  Em 26 de dezembro de 2024, Mohammad Kanjo Hassan, o líder da insurgência, foi preso na cidade de Khirbet al-Ma'zah junto com 20 de seus apoiadores.
O Conselho Militar para a Libertação da Síria é uma coalizão de oposição armada formada em março de 2025 por ex-oficiais e partidários do regime de Assad.